# Lumacra brasiliensis
Lumacra brasiliensis är en fjärilsart som beskrevs av Franciscus J.M. Heylaerts 1884. Lumacra brasiliensis ingår i släktet Lumacra och familjen säckspinnare. Inga underarter finns listade i Catalogue of Life.